# Avocat général pour l'Écosse
Pour les articles homonymes, voir Avocat général.
Ne doit pas être confondu avec Solliciteur général (Angleterre-et-Galles) ou Solliciteur général pour l'Écosse.
L’avocat général pour l'Écosse (Her Majesty's Advocate General for Scotland en anglais et Àrd-neach-tagraidh na Bànrighe airson Alba en gaélique écossais), plus couramment appelé avocat général (Advocate General) est l'un des officiers de Justice de la Couronne.
Il est responsable du bureau de l'avocat général pour l'Écosse et sert de conseiller juridique en chef de la Couronne sur les questions de Droit écossais.

## Historique
Le poste d'Avocat général pour l'Écosse a été créé en 1999 par le Scotland Act 1998 avec la fonction de conseiller juridique en chef du gouvernement sur les questions de droit écossais.
Cette fonction était occupée avant cela par le Lord Advocate et le solliciteur général pour l'Écosse (Solicitor General for Scotland), qui furent transférés à la disposition de l'exécutif écossais après la création du Parlement écossais. Le poste d'Avocat général ne doit pas être confondu avec le titre d'« Avocat de Sa Majesté » (Her Majesty's Advocate), utilisé pour désigner le Lord Advocate au cours des procès criminels dans les tribunaux écossais.

## Fonctions
En plus de sa fonction de conseiller juridique sur la loi écossaise, et en collaboration avec le procureur général et le solliciteur général, l'avocat général conseille également tous les départements exécutifs du gouvernement britannique sur les questions de loi européenne, sur les droits de l'homme et la loi constitutionnelle.

## Liste des avocats généraux pour l'Écosse depuis 1999
|  |   | Nom             | Portrait | Debut mandat    | Fin mandat        | Parti               |
|  | - | --------------- | -------- | --------------- | ----------------- | ------------------- |
|  | 1 | Lynda Clark     |          | 19 mai 1999     | 18 janvier 2006   | Travailliste        |
|  | 2 | Neil Davidson   |          | 21 mars 2006    | 14 mai 2010       | Travailliste        |
|  | 3 | Jim Wallace     |          | 14 mai 2010     | 8 mai 2015        | Libéraux-démocrates |
|  | 4 | Richard Keen    |          | 29 mai 2015     | 16 septembre 2020 | Conservateur        |
|  | 5 | Keith Stewart   |          | 15 octobre 2020 | 5 juillet 2024    | Conservateur        |
|  | 6 | Catherine Smith |          | 29 août 2024    | en cours          | Travailliste        |